# 广东广播电视台综艺频道
广东广播电视台综艺频道（广东综艺、TVS-3）是广东广播电视台一条已停播的电视频道，以播放粤语综艺、文化、电视剧节目为主，部分节目使用普通话播出。该频道相当部分时间（早上6时至下午3时45分，晚上11时至凌晨2时）与TVS南方购物频道联播，播出电视购物节目；亦会以精编形式重播珠江频道的节目。
该频道标清版本于2018年10月12日14时30分停播，并在18时改为广东综艺4K频道。

## 频道历史

TVS-3 2012-2015 年使用的频道标识

该频道前身为1994年12月1日启播的广东有线电视台第3台信息频道。2001年7月1日，广东有线电视台除体育频道外的所有频道与广东经济电视台整合成新的南方电视台，该频道改为南方电视台综艺频道（TVS-3）。
2004年5月，频道改版，以全国首家“开心电视”为定位。
2011年10月15日，由上海东方传媒集团和南方广播影视传媒集团合作运营“TVS东方购物”电视购物平台开播，并在综艺频道进行每天五小时的联合直播。
2014年5月，该台改名为广东广播电视台综艺频道，原台徽不变。
2018年9月11日，国家广播电视总局批准广东广播电视台综艺频道调整为4K超高清方式播出。标清版频道于同年10月12日停播。

## 曾播放节目
目前，该频道播出的节目并未在4K频道播出。

### 外购节目
- 《群星热辣秀》（播放香港无线电视1980年代至2000年初制作的慈善晚会及综艺节目）
- 《超级搞搞震》（播放《奖门人》、《超级东西军》等香港、台湾游戏节目）
- 《星光耀南方》《南方大舞台》（播放香港音乐颁奖礼、经典演唱会及其他大型晚会）
- 《群星会客室》（外购节目，香港有线娱乐新闻台制作的《主播会客室》）
- 《音乐风云榜》（外购节目，光线传媒制作）
- 《娱乐现场》（外购节目，光线传媒制作）

### 自制节目
- 《全民放轻松》（综艺节目）
- 《全家放轻松》（家庭竞技节目）
- 《敢拼才会赢》（选秀节目）
- 《开心吧》（原为清谈节目，后转型为哑剧小品节目）
- 《美人娱》（潮流资讯节目）
- 《好戏连台》（粤剧节目）
- 《私伙局》（粤剧节目）
- 《阿湘讲戏》（粤剧节目）
- 《快乐邀请》（访谈游戏节目）
- 《爱宠笑园》（宠物资讯节目）
- 《最爱粤语金曲榜》（粤语音乐节目，后改为《娱乐大声公》）
- 《桌桌有娱》（娱乐资讯杂志节目；2017年与新闻频道《娱乐前线》合并，2018年综艺频道停播后改在移动频道播出）
- 《电影大事件》（娱乐资讯节目）

## 主持人
- 朱天华
- 许燕玲
- 李希
- 曾文瀚
- 郭嘉峰
- ROCKY（洛奇，本名黄毅）
- 细龟（梁志峰）
- 汤聪